# 日高山脈博物館
日高山脈博物館（ひだかさんみゃくはくぶつかん、英語表記：Hidaka Mountains Museum）は、北海道沙流郡日高町にある博物館。日高山脈の貴重な自然を活かした展示・研究、特に岩石を中心とした道内でも唯一の施設である。足元から地域の自然に目を向けてもらい、輪を広げることでひいては地域の活性化に寄与する施設となることを目指している。
1999年6月26日に「日高山脈館」（ひだかさんみゃくかん、英語表記：Hidaka Mountains Center）として開館。2004年10月19日に登録博物館となった（北博登第52号）。2012年4月1日に現名称へ改称した。2018年4月には、日高山脈博物館紀要「日高山脈研究」を創刊した。

## 施設概要
4階までの各フロアに、それぞれテーマを設けて展示を行なっている。主たる展示は地質学・岩石学系であるが、登山史や登山ルートの展示、氷河地形や動物学、植物学などの自然史系の展示フロアもある。
学芸員については地質学・岩石学系の学芸員が配置されているが、日高山脈の自然、動物学や植物学などに関する普及活動は、外部から講師を招聘するなどして幅広く展開しており、館による調査研究活動や社会教育活動も、地質学・岩石学がメインであるが、外部との協力を得て自然史系に渡って展開されている。
また、岩石カッターや研磨台、偏光顕微鏡などは、一般にも開放されており（申請が必要）、地質学・岩石学の研究活動も支援している。
1F - 日高山脈インフォメーション
- パネルおよびジオラマを使って、日高山脈の近代登山史や登山装備、コースを紹介する。
- 事務・研究室
- 収蔵室
- 工作室
  - 岩石カッター、研磨台、偏光顕微鏡などが設置。

2F - 日高山脈の成り立ち
- 日高山脈および日高町でみられる岩石の研磨サンプルや化石にさわって楽しめる。偏光顕微鏡での岩石薄片観察で岩石の世界に触れ、パネルや模型から当地域の土地の成り立ちのしくみを学ぶ。
- 特別展示室 図書コーナー
  - 日高山脈博物館所蔵の書籍類（山岳、地球、生き物、自然など）1,000冊以上が閲覧できる。

3F - 日高山脈の自然
- 氷河に覆われていた当時の日高山脈を紹介し、現在の動植物にも残るその影響を学ぶ。また町の人びとの生活を支えてきた鉱業や林業についてパネルで紹介する。

4F - 展望台

## アクセス
国道274号沿い道の駅樹海ロード日高内にある。国道237号を通行する場合、国道274号との交差点から、国道274号を帯広方面へ向かう。
自家用車でのアクセス
- 札幌市から 約2時間30分
- 旭川市から 約2時間30分
- 苫小牧市から 約2時間10分
- 帯広市から 約2時間
- 新千歳空港から 約2時間
- 日高町門別地区から 約1時間

公共交通機関でのアクセス
- JR占冠駅から日高町営バスに乗車し、終点・日高総合支所下車、徒歩2分。

## 利用案内
- 開館時間 - 10時 - 17時（11月から3月は10時 - 15時まで）
- 休館日 - 月曜日（祝日の場合は開館し、翌日に休館）、年末・年始（12月29日 - 翌年1月5日）
- 入館料 - 一般200円、小中高生100円。団体（10名以上）はそれぞれ半額。
  - 小学生未満ならびに日高町民は無料（日高町民は来館者名簿へ記入が必要）。

## 建築概要
- 建築名称 - 日高山脈博物館
- 建築主 - 日高町（旧日高町）
- 規模 - 地上4階
- 敷地面積 - 1,154 m2
- 延床面積 - 513 m2
- 着工 - 1998年6月19日
- 竣工 - 1999年3月15日
- 構造 - RC造
- 所在地 - 〒055-2301 北海道沙流郡日高町本町東1丁目297-12